# الشركة العقارية العامة
الشركة العامة العقارية أو الشركة العقارية العامة، (بالفرنسية: Compagnie générale immobilière CGI)‏، هي شركة مغربية للتطوير العقاري مدرجة في بورصة الدار البيضاء منذ عام 2007. والشركة تعمل في قطاع البناء، وهي تابعة لصندوق الإيداع والتدبير. وقد أنشئت في عام 1960 وهدفها هو تعزيز القطاع العقاري في المغرب، وهذا منذ إستقلالها سنة 1956.
وتنشط الشركة في العديد من القطاعات العقارية الهامة في البلاد، مثل: الإسكان والسياحة والأعمال ومراكز التسوق والمشاريع العامة (وشبه العامة) مثل الجامعات.

## التاريخ

### الفساد
في 23 أغسطس 2014، أمر الملك محمد السادس بفتح تحقيق في مشروع باديس السكني في الحسيمة الذي قامت به شركة (CGI)، فقبل اندلاع القضية، عرض مسؤولون الشركة تعويض الضحايا بسعر أقل بكثير من سعر السوق المعتمد أنذاك.
بعد ثلاثة أسابيع من التدخل الملكي، قررت الشرطة التدخل بمقابلة مع رؤساء الشركة في 15 أكتوبر، وأما مديرا (CGI) هما «علي غنام» و«أنس العلمي» وعشرون أخرون تم عرض مقابلتهم أمام المدعي العام في محكمة الاستئناف بفاس.
وفي أكتوبر، تم إزالة إدراج الشركة من سوق الأسهم ولكن سنداتها لا تزال مصنفة.
وقالت نادية صالح من صحيفة («إكونوميست» اليومية): «كان ينبغي لنا أن نعاقب وزير المالية (محمد بوسعيد) الذي قال إنه ينبغي إزالة (CGI) من سوق الأسهم. فإنهه خطأ فادح. كيف تريد مني أن أثق في السوق؟! حيث في يوم واحد، كانت هناك فضيحة صغيرة، فكنت أنت تأخذ من سوق أسهم الشركة!!؟ كان ينبغي أن يعاقب على مافعله في سوق الأسهم، وهذا كل شيء».

## المشاريع
وتشمل بعض التطورات الأخيرة البارزة في المجموعة العقارية العامة إلى ما يلي:

### السياحية
في القطاع السياحي تشارك المجموعة في المشاريع التالية
- الناظور - فندق الريف ومنتجع (Abdouna Trifa).[9][10]
- مراكش - منتجع.
- الدار البيضاء - فنادق المارينا 2 وتطوير ميناء الدار البيضاء.[11]
- الفنيدق - فندق كارابو
- الحسيمة - فندق محمد الخامس - كيمادو ريسورت

### التجارية
- الرباط - تنمية متعددة الوظائف رياض ومركز «أكدال»
- الدار البيضاء - مركز تجاري

### العلاقات العامة
- البيع: أكاديمية محمد السادس لكرة القدم[12]
- الرباط: المركز الرياضي[13]
- وجدة - حرم المستشفى الجديد[14]
- الجامعات: 5 جامعات: جامعتين بالدار البيضاء، وجدة، تارودانت، ورزازات[15]

## التبعية والإدارة

### الشركات التابعة
- ديار المنصور
- شركة المنار ديف
- إدارة سغي
- إيكوبوغ

وشركات تابعة أخرى.

### المديرون السابقون
- محمد عنايا
- محمد علي غنام